# ناحیه جانت
ناحیه جانت (به عربی: دائرة جانت) یک ناحیه در الجزایر است که در استان الیزی واقع شده‌است. ناحیه جانت ۸۶٬۱۸۵ کیلومتر مربع مساحت و ۱۷٬۶۱۸ نفر جمعیت دارد.